# Живов, Марк Семёнович
Марк Семёнович Живо́в (1893, Гомель — 1962, Москва) — советский литературовед и переводчик.

## Биография
Родился в образованной еврейской семье — его отец был журналистом и издавал в Варшаве газету на идише. Закончил русскую гимназию в Варшаве. В 1920—1930-е годы работал журналистом, в том числе в газете «Известия». Написал брошюру «Красная Армия в борьбе с неграмотностью» (1925), обзор венгерской литературы «От Пеметэ до Тиссы» (1932). Занимался также переводами с идиша, в том числе перевёл сборник рассказов Давида Бергельсона «Бурные дни» (1923), стихи Лейба Квитко; ряд статей 1920—1930-х годов посвящены постановкам Московского государственного еврейского театра (Московский ГОСЕТ).
В 1943 году составил и перевёл сборник немецких антифашистских рассказов «Великий гнев», в том числе произведения Иоганнеса Бехера, Вилли Бределя, Бертольта Брехта, Э. Э. Киша. Автор популярных книг об Адаме Мицкевиче (1949, значительно расширенное издание 1956), Владиславе Броневском (1951), Юлиуше Словацком (1958), Юлиане Тувиме (1960, переиздание 1963). Переводил на русский язык польских классиков — Мицкевича, Словацкого, Тувима, Галчинского, Стаффа; в большей степени, однако, известен как редактор-составитель изданий польской литературы, привлекший к её переводу ряд значительных авторов, в том числе Сигизмунда Кржижановского.

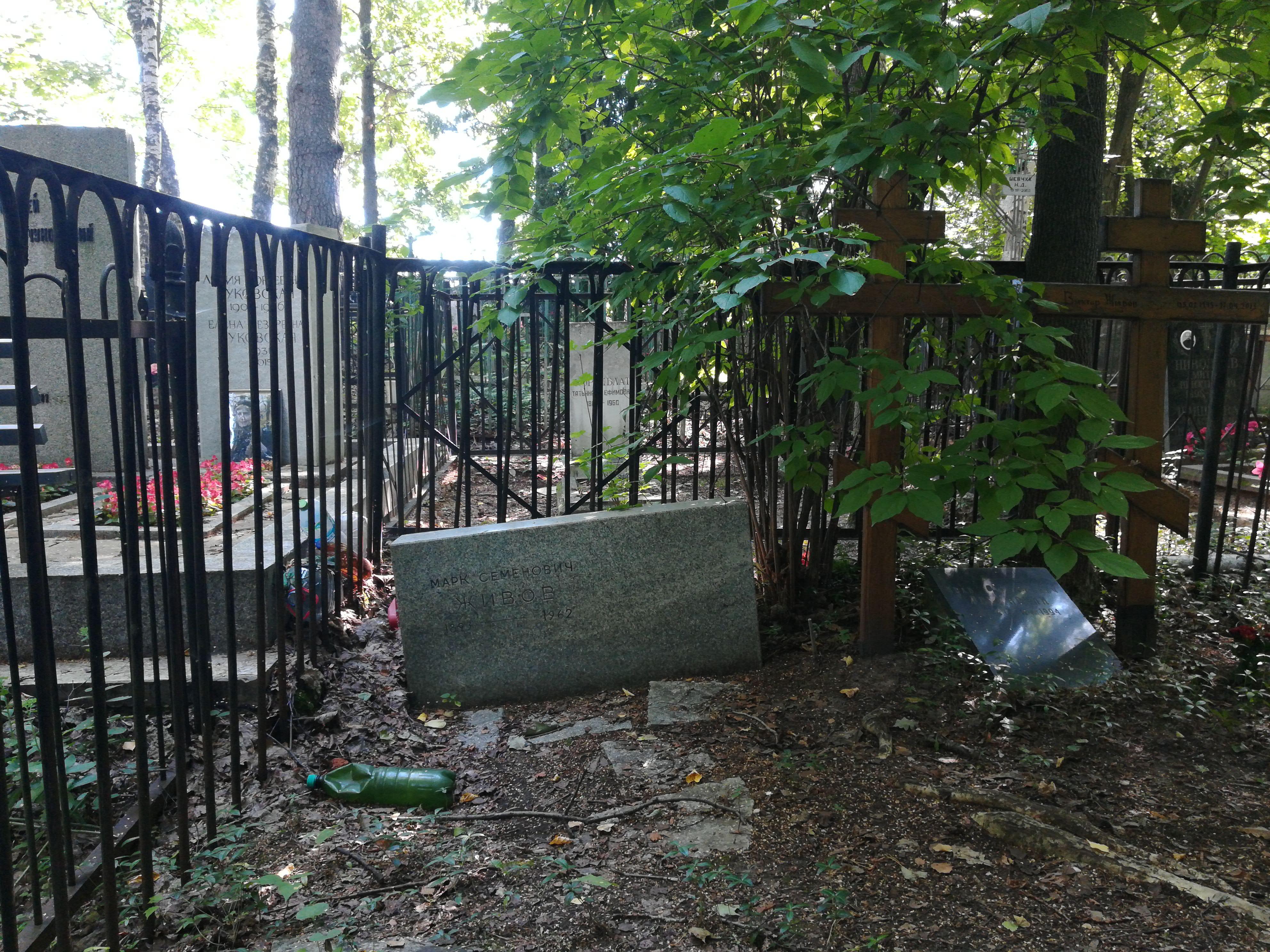

Похоронен на Переделкинском кладбище.
Сын — лингвист Виктор Живов (1945—2013); дочь Юлия была замужем за философом И. Д. Рожанским.